# Schtscherbakowgebirge
Das Schtscherbakowgebirge (russisch Хребет Щербакова Chrebet Schtscherbakowa) ist eine 32 km lange Gebirgskette mit nordsüdlicher Ausrichtung im ostantarktischen Königin-Maud-Land. Das Gebirge erstreckt sich unmittelbar östlich der Dallmannberge, wo es den östlichen Ausläufer der Orvinfjella bildet.
Erste Luftaufnahmen und eine grobe Positionsbestimmung entstanden bei der Deutschen Antarktischen Expedition 1938/39 unter der Leitung des Polarforschers Alfred Ritscher. Norwegische Kartografen nahmen anhand von Luftaufnahmen und Vermessungen der Dritten Norwegischen Antarktisexpedition (1956–1960) eine Kartierung vor. Eine neuerliche Kartierung erfolgte bei einer von 1960 bis 1961 dauernden sowjetischen Antarktisexpedition. Namensgeber ist der sowjetische Geologe Dmitri Iwanowitsch Schtscherbakow (1893–1966).